# Trodijelna teorija stratifikacije
Trodijelnu teoriju stratifikacije, bolje poznatu kao weberijanska stratifikacija ili troklasni sustav, razvio je njemački sociolog Max Weber s klasom, statusom i strankom kao različitim idealnim tipovima. Weber je razvio višedimenzionalni pristup društvenoj stratifikaciji koji odražava međuodnos između bogatstva, prestiža i moći.
Weber je tvrdio da moć može imati različite oblike. Moć osobe može se pokazati u društvenom poretku kroz njezin status, u ekonomskom poretku kroz njezinu klasu, a u političkom poretku kroz njezinu stranku. Stoga su klasa, status i stranka aspekti raspodjele moći unutar zajednice.
Klasa, status i moć nemaju samo veliki učinak unutar svojih pojedinačnih područja, već i velik utjecaj na druga područja.
- Bogatstvo: uključuje imovinu poput zgrada, zemljišta, farmi, kuća, tvornica i druge imovine – ekonomska situacija
- Prestiž: poštovanje s kojim drugi gledaju na osobu ili statusni položaj – statusna situacija
- Moć: sposobnost ljudi ili grupa da postignu svoje ciljeve unatoč protivljenju drugih – stranke

Prema Weberu, dvije su osnovne dimenzije moći: posjedovanje moći i njezino korištenje .
Ovaj je esej napisan malo prije Prvog svjetskog rata i objavljen je posmrtno 1922. kao dio Weberovog Wirtschaft und Gesellschaft. Na engleski je preveden 1940-ih kao "Klasa, status, stranka"; i ponovno je preveden kao "Raspodjela moći unutar zajednice: klase,Stände, stranke".

## Posjedovanje moći
Prema Weberu, sposobnost posjedovanja moći proizlazi iz sposobnosti pojedinca da kontrolira različite "društvene resurse". „Način raspodjele daje posjednicima monopol na mogućnost prijenosa vlasništva iz sfere uporabe kao 'bogatstvo' u sferu 'kapitala', odnosno daje im poduzetničku funkciju i sve šanse da izravno ili neizravno diijele u povratu kapitala". Ti resursi mogu biti bilo što: mogu uključivati zemlju, kapital, društveno poštovanje, fizičku snagu i intelektualno znanje.

## Vršenje vlasti
Sposobnost iskazivanja moći ima niz različitih oblika, ali svi uključuju ideju da to znači sposobnost da sve bude po vašem, bez obzira na sposobnost drugih da vam se odupru. "Na primjer, ako razmišljamo o šansama pojedinca da ostvari svoju volju protiv nekog drugog, razumno je vjerovati da će društveni prestiž, klasni položaj i članstvo te osobe u političkoj skupini utjecati na te šanse". U smislu razumijevanja odnosa između moći i društvene stratifikacije, Weber je teoretizirao različite načine na koje su društva organizirana u hijerarhijskim sustavima dominacije i podređenosti koristeći nekoliko glavnih koncepata.

### Klasa i moć
„Klasa je, u svojoj srži, ekonomski koncept; položaj pojedinaca na tržištu određuje njihov klasni položaj. A to kako se netko nalazi na tržištu izravno utječe na njegove životne šanse". To je teoretizirao Weber na temelju "nejednakog pristupa materijalnim resursima". Na primjer, ako netko posjeduje nešto što vi želite ili trebate, to ga čini potencijalno moćnijim od vas. On je u dominantnom položaju, a vi ste u podređenom položaju jer on kontrolira pristup željenom društvenom resursu. Klasična ilustracija ovdje je odnos između poslodavca i zaposlenika.

### Društvena moć (status iliStände)
„Postojanje statusnih skupina najčešće se pokazuje u obliku:
1. endogamije ili ograničenog obrasca društvenog odnosa,
2. dijeljenja hrane i drugih pogodnosti unutar grupa,
3. statusne konvencije ili tradicije, i
4. monopolističkog stjecanja određenih gospodarskih mogućnosti ili izbjegavanja određenih vrsta stjecanja."[8]

Ako nekoga poštujete ili ga smatrate svojim društvenim nadređenim, tada će on potencijalno moći imati moć nad vama (budući da ćete pozitivno reagirati na njegove upute/naredbe). U tom smislu, društveni status je društveni resurs jednostavno zato što ga on može imati, a vi ne. "Međutim, svaka moć ne uključuje društvenu čast: Tipični američki šef, kao i tipični veliki mešetar, namjerno se odriču društvene časti. Posve općenito, 'puka ekonomska' moć, a posebno 'gola' novčana moć, nipošto nije priznata osnova ili društvena čast”.
Napomena: njemačka riječ Stand, množina Stände (engleski, "status" ili "statusna skupina") ponekad je ostavljena neprevedena, kako bi se zadržalo podrijetlo ovog koncepta u srednjovjekovnim cehovima, profesijama, etničkim identitetima, i feudalnoj klasifikaciji.

### Politička moć (stranka)
Stranke su udruženja koja imaju za cilj osigurati "moć unutar organizacije (ili države) za njezine vođe kako bi postigla idealne ili materijalne prednosti za svoje aktivne članove". Ovaj oblik moći može se povezati s načinom na koji je država organizirana u modernim društvenim sustavima (uključujući sposobnost donošenja zakona, na primjer). Ako možete utjecati na ovaj proces stvaranja zakona, tada ćete biti u potencijalno moćnoj poziciji. Dakle, svojom sposobnošću da utječete na proces donošenja odluka posjedujete moć, iako tu moć možda ne koristite izravno osobno. Političke stranke su organizacijska sredstva za posjedovanje moći putem državnog mehanizma i ne uključuju samo formalno organizirane stranke, već bilo koju skupinu koja je organizirana da utječe na način na koji se vlast legitimno provodi putem državnog aparata. "Budući da stranke ciljaju na takve ciljeve kao što su razvijanje ili prihvaćanje svojih programa i dobivanje utjecajnih pozicija unutar organizacija, jasno je da djeluju samo unutar racionalnog poretka unutar kojeg je te ciljeve moguće postići samo kada postoji borba za moć.

### Društveno djelovanje
Društveno djelovanje je u izravnoj vezi s "političkom ili stranačkom moći" u kombinaciji s klasnom situacijom. Utjecaj zakona temelji se na društvenom djelovanju pripadnika klasa. "Smjer interesa može varirati ovisno o tome je li društveno djelovanje većeg ili manjeg dijela onih koji su obično pogođeni klasnom situacijom, ili čak njihovo udruženje, npr. sindikat, izraslo iz klasne situacije, od kojih pojedinac može očekivati obećavajuće rezultate za sebe". "Stupanj u kojem "društveno djelovanje" i moguće asocijacije proizlaze iz masovnog ponašanja članova klase povezan je s općim kulturnim uvjetima, posebno s onima intelektualne vrste. Također se uspoređuje s opsegom kontrasta koji su već evoluirali. "Klasno svjesno djelovanje najvjerojatnije je ako je, prvo [Weber kaže] 'veza između uzroka i posljedica 'klasne situacije'' transparentna ili jasna. Ako pojedinci mogu jasno vidjeti da postoji veza između strukture ekonomskog sustava i onoga što im se događa u smislu životnih prilika, vjerojatnija je kolektivna tužba". Što je veći broj unutar tih klasnih pozicija, to će povećati šanse da će djelovati.

### Mobilnost
„Nije sporno da klasna situacija u kojoj se svaki pojedinac nalazi predstavlja ograničenje njegovog djelokruga, teži ga zadržati unutar klase. Djeluje kao prepreka bilo kakvom usponu u višu klasu, i kao par vodenih krila u odnosu na klase ispod...Tip klase, odnosi s kolegama iz klase, moć nad vanjskim resursima prilagođena klasnoj situaciji, i tako dalje" U kapitalističkom društvu kretanje između klasa je mogućnost. Otuda upotreba izraza "Američki san" kako bi se pokazala sposobnost ljudi da se uzdignu u višu klasu kroz naporan rad i domišljatost. "Sastav klase se zauvijek mijenja, do točke u kojoj može postojati potpuno novi skup obitelji".
Weber je razlikovao četiri klase: klasu posjednika, klasu nevlasnika, sitnu buržoaziju i klasu fizičkih radnika.